# David Ogden Watkins

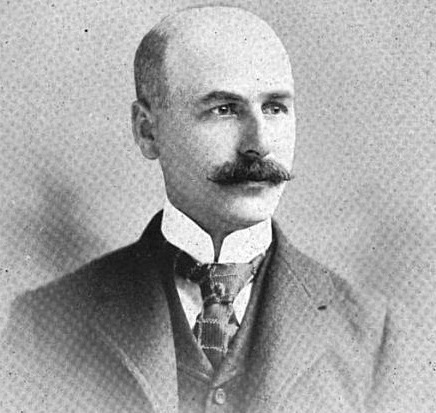
David Ogden Watkins

David Ogden Watkins (* 8. Juni 1862 in Woodbury, New Jersey; † 20. Juni 1938) war ein US-amerikanischer Politiker und von 1898 bis 1899 amtierender Gouverneur des Bundesstaates New Jersey.

## Werdegang
David Watkins besuchte die örtlichen Schulen seiner Heimat. Nach einem Jurastudium wurde er im Jahr 1893 als Rechtsanwalt zugelassen. Politisch wurde er Mitglied der Republikanischen Partei. Zwischen 1886 und 1890 war er Bürgermeister der Stadt Woodbury. Danach gehörte er von 1892 bis 1898 dem Stadtrat dieser Kommune an, wobei er zwischen 1895 und 1897 dessen Vorsitzender war.
Von 1887 bis 1899 war er auch Abgeordneter in der New Jersey General Assembly. Im Jahr 1898 war er Präsident dieses Gremiums und musste nach dem Rücktritt von Gouverneur Foster MacGowan Voorhees das Amt des Gouverneurs zwischen dem 18. Oktober 1898 und dem 16. Januar 1899 übernehmen. An diesem Tag kehrte der im November 1898 gewählte Voorhees in das Amt zurück. Danach nahm Watkins wieder seinen Platz im Repräsentantenhaus ein.
Zwischen 1900 und 1903 war er Bundesstaatsanwalt für den Distrikt von New Jersey. Zwischen 1903 und 1909 war er Beauftragter der Staatsregierung von New Jersey für das Banken und Versicherungswesen (New Jersey Banking and Insurance Commissioner). Gleichzeitig war er von 1904 bis 1908 im Parteivorstand der Republikaner von New Jersey. Nach 1909 ist David Watkins politisch nicht mehr in Erscheinung getreten. Er war mit Lidie M. Andrews verheiratet.